# Cimetière national Abraham Lincoln

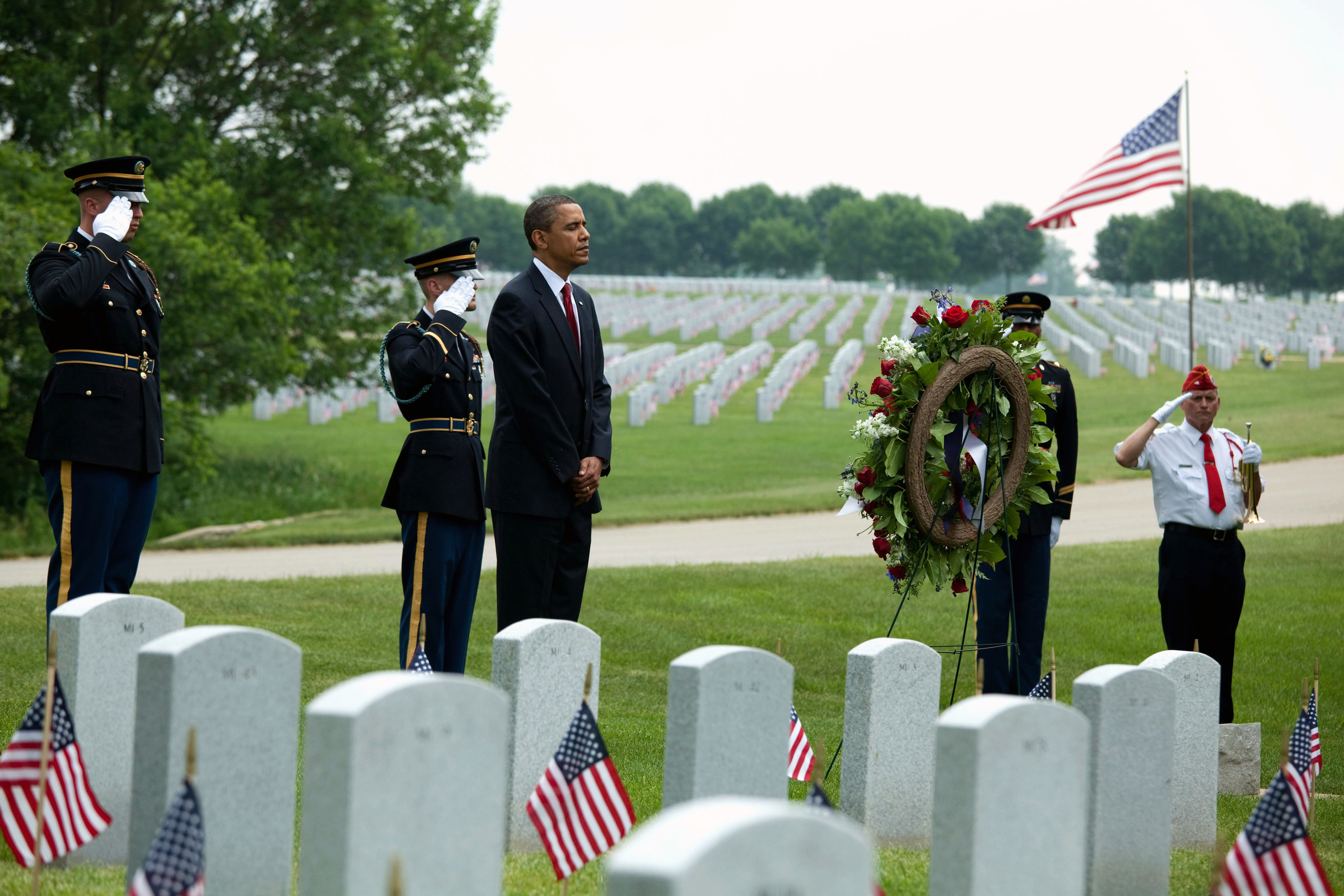
Le président Barack Obama lors du Memorial Day, le 31 mai 2010. (photo officielle de la Maison Blanche par Pete Souza)

Le cimetière national Abraham Lincoln couvre 982 acres (397 ha) à Elwood, en Illinois. Il est situé à environ 50 milles (80 km) au sud-ouest de Chicago, dans l'Illinois. Lorsqu'il est entièrement terminé, il fournira de 400 000 emplacements.
Le cimetière a été consacré en 1999 par l'administration des cimetières nationaux du ministère américain des anciens combattants. C'est le 117e cimetière national consacré par l'administration. Le cimetière se trouve sur le terrain de l'ancienne usine de munition de l'armée de Joliet, qui était autrefois connue comme l'arsenal de Joliet. 
Le cimetière est baptisé en l'honneur du président Abraham Lincoln, le 16e président des États-Unis et fondateur du système des cimetières nationaux et qui est enterré dans le cimetière d'Oak Ridge.
En 2015, le premier monument honorant des anciens combattants LGBT approuvé par l'administration fédéral a été consacré dans le cimetière.

## Sépultures notables
- Johnny Carter (1934-2009), chanteuse de jazz[2]
- Theodore Hyatt (1830-1900), récipiendaire de la médaille d'honneur pour ses actions lors du siège de Vicksburg
- George E. Sangmeister (1931-2007), Représentant des États-Unis